# Cypseloidinae
Cypseloidinae là một phân họ trong họ Yến (Apodidae). Phân họ này có 13 loài, chia thành 2 chi:
- Chi Cypseloides (8 loài)
- Chi Streptoprocne (5 loài)